# Adolf Riis-Magnussen

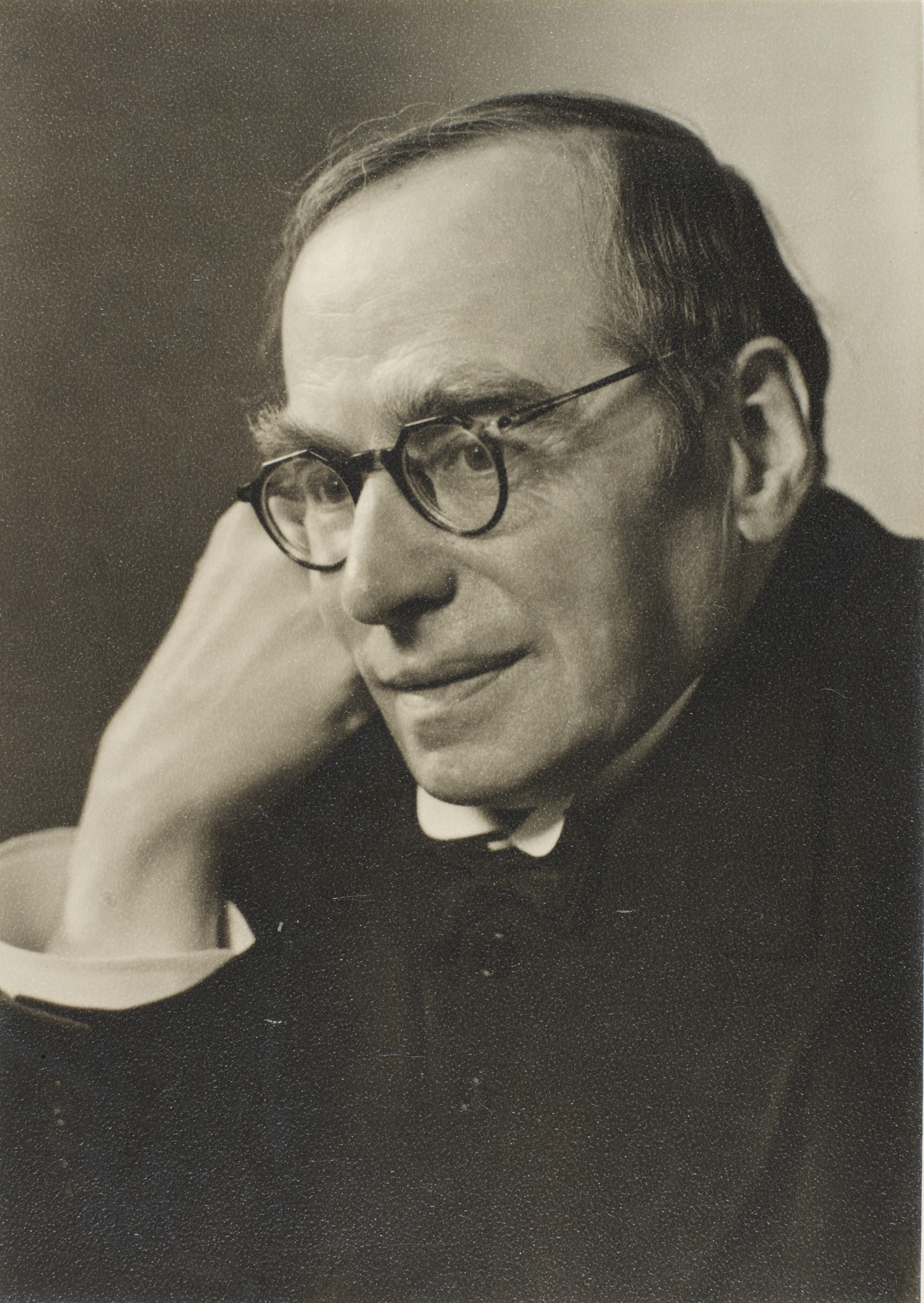
Adolf Riis-Magnussen

Adolf Riis-Magnussen (* 26. Juni 1883 in Kopenhagen; † 11. August 1950 in Nørre Asminderup) war ein dänischer Organist und Komponist.

## Leben und Werk
Riis-Magnussen studierte Musiktheorie und Komposition bei Carl Nielsen und Orla Rosenhoff sowie Klavier bei Henrik Knudsen und Orgel bei Edgar Henrichsen und Kirchenmusik bei Thomas Laub. Ab 1920 wirkte er als Komponist an der St.-Thomas-Kirche in Kopenhagen.
Riis-Magnussen schrieb die Symfonisk Suite in C moll op. 3 (1915), mehrere Stücke für Streichorchester, Kammermusik, darunter das Streichquartett H moll op. 2 (1911), das Chorwerk Columbus für Bariton, Chor und Orchester op. 12 (1922, revidiert 1939), geistliche und weltliche Lieder mit Klavierbegleitung sowie Werke für gemischten Chor und Männerchor. Er wurde vor allem als Liedkomponist bekannt. Hier zeigte er sich nicht als Innovator, sondern als Komponist in Tradition der dänischen Romantik.